# بطولة العالم للدراجات على المضمار 1979
بطولة العالم للدراجات على المضمار 1979 هي الدورة ال76 من بطولة العالم للدراجات على المضمار، أجريت في أمستردام، هولندا.

## النتائج النهائية
| المسابقة                              | ذهبية                        | فضية                      | برونزية                  |
| ------------------------------------- | ---------------------------- | ------------------------- | ------------------------ |
| الرجال                                |                              |                           |                          |
| السرعة الفردية                        | كويتشي ناكانو (JPN)          | Dieter Berkmann (GER)     | ميشال فارتين (BEL)       |
| سباق المطاردة الفردية                 | Bert Oosterbosch (هولندا)    | فرانشيسكو موزر (إيطاليا)  | Herman Ponsteen (هولندا) |
| سباق مطاردة الدراجة النارية للهواة    | ماتيوس برونك (NED)           | Guido Van Meel (BEL)      | Gaby Minneboo (NED)      |
| سباق مطاردة الدراجة النارية للمحترفين | Martinus Venix (NED)         | Wilfried Peffgen (FRG)    | سيس ستام (NED)           |
| السيدات                               |                              |                           |                          |
| السرعة الفردية                        | Galina Tsareva (URS)         | Truus van der Plaat (NED) | Sue Novarra (USA)        |
| سباق المطاردة الفردية                 | Keetie van Oosten-Hage (NED) | Anne Riemersma (NED)      | Liugina Bissoli (ITA)    |